# NGC 5361
NGC 5361 est une galaxie spirale située dans la constellation des Chiens de chasse. Sa vitesse par rapport au fond diffus cosmologique est de 5 840 ± 19 km/s, ce qui correspond à une distance de Hubble de 86,1 ± 6,0 Mpc (∼281 millions d'al). NGC 5361 a été découverte par l'astronome germano-britannique William Herschel en 1787.